# عش البلبل
حلوى عش البلبل نوع من أنواع الحلويات، ويعود أصول هذه الوصفة إلى المطبخ السوري، حيث اشتهر في سوريا بشكل كبير، ثم راجت بعد ذلك إلى جميع دول العالم العربي، وتمتاز وصفة عش البلبل بخفتها وطعمها الشهي وسهولة تحضيرها بالإضافة إلى منظرها المميّز، يتم تحضيرها بشكل رئيسي من الشعيرية، وتعدّ عش البلبل نوع من أنواع البقلاوة التي اشتهرت سوريا في تحضيرها بشكل كبير، ويمكن تحضير عش البلبل في المنزل وتقديمه للضيوف أو في المناسبات الخاصة.

## أصل عش البلبل
عش البلبل من الحلويّات التي اشتهرت في سوريا وتعتبر من أكثر الدول العربيّة تحضيراً لمثل هذه الحلوّيات حيث ارتبطت لذّة هذه الحلويّات بأسماء المدن السورية دلالة على جودة الطعم والمذاق، وبعد ذلك انتشرت لجميع الدول العربية واحتلت مكانة على قائمة أشهى الحلويّات العربية التي تحضّر بشكل بسيط وسهل مع تميّزها بالطعم والمذاق الذي لا يقاوم.

## الوصفة
تعتقد الكثير من ربّات المنازل والسيدات أنّ تحضير مثل هذه الحلويات يحتاج للفن والمهارة العالية لينجح، وأنّ الحصول عليه من محلّات الحلو يكون أفضل وأضمن ولكن ليس من الضرورة أن تصحّ المعلومة، فيمكن أن نقدّم في المنزل أطباقاً فاخرة من الحلويات التي تحضّر على يد أمهر صانعي الحلويات وبنفس الجودة في المنزل ولكن بشرط اتباع المقادير والمكوّنات الأساسية الصحيحة للحصول على الطعم المثالي ومع تكرار المحاولة ينجح بالتأكيد.

### المكونات
نصف كيس من شعيرية الكنافة.
كوب ونصف الكوب تقريباً من السمن المذاب.
الحشو: كوبان من الفستق الحلبي الحب.
القطر
كوبان من الماء.
كوبان من السكر.
ملعقتان كبيرتان من عصير الليمون.
عود من القرفة أو أي منكّّه آخر نرغبه كالفانيلا أو المستكة مثلاً.

## طريقة التحضير
نبدأ أولاً بتحضير القطر، بوضع الماء والسكر في وعاء على النار ونحرك قليلاً حتى يذوب السكر.
نضيف عصير الليمون ونبقي المزيج على النار لمدة عشرين دقيقة تقريباً أو حتى يتكون لدينا قطر كثيف القوام، (هنا يمكن التقليل من كمية الماء لكي نحصل على قطر كثيف القوام بشكل أسرع).
نضع الفستق الحلبي في وعاء غميق، ثم نضع فوقه القطر كثيف القوام ونقلب جيداً حتى تتغطى جميع حبات الفستق الحلبي بالقطر.
نصف حبات الفستق الحلبي في صينية ونضعها في الفرن لمدّة خمس دقائق لتلتصق حبات الفستق الحلبي ببعضها البعض.
نبدأ الآن بتحضير عش البلبل وذلك بإحضار عجينة الكنافة ولفها على أصبعين من أصابع اليد حوالي ثلاث لفات حتى يتكون لدينا عش صغير كعش العصفور.
نضع العش في الصينية التي نريد الخبز بها، ثم نتابع عملية تشكيل الأعشاش ورصّها في الصينية بجانب بعضها البعض بحيث تكون جميع الحبات متلاصقة ببعضها.
بعد ذلك نقوم بوضع ملعقة صغيرة من حشوة الفستق الحلبي داخل كل عش.
ثم نقوم بسكب كمية مناسبة من السمن المذاب فوق الأعشاش في الصينية.
نقوم بإدخال الصينية في الفرن لكي نخبزها لمدّة عشرين إلى خمس وعشرين دقيقة تقريباً حتى تنضج وتأخذ اللون الذهبي الجميل.
نقوم بإخراجها من الفرن وإضافة عليها كمية قليلة من السمن المذاب أيضاً ثم ندعها تبرد تماماً.
الآن نقوم بسكب القطر عليها بهدوء وبالتدريج على شكل خيط رفيع.
نقوم بإخراج عش البلبل من الصينية بحذر شديد كي لا تتكسر، ثم نقوم بترتيبها في صحن التقديم.